# أستو ندور
أستو ندور (بالإسبانية: Astou Ndour)‏ مواليد 22 أغسطس 1994 في داكار، هي لاعبة كرة سلة إسبانية. بدأت مسيرتها الاحترافية في سنة 2011. تم اختيارها من قبل فريق سان أنطونيو ستارز خلال الدرافت. تلعب في دوري الاتحاد الوطني لكرة السلة النسائية كلاعب وسط. يبلغ طولها 6 قدم 5 بوصة (2.0 م). مثلت منتخب بلادها. شاركت في دورة الألعاب الأولمبية الصيفية سنة 2016.

## المسيرة الاحترافية
لعبت مع سان أنطونيو ستارز في سنة 2014، ثم لعبت مع نادي فنربخشة لكرة السلة للسيدات في موسم 2014–2015، ثم لعبت مع نادي أفينيدا لكرة السلة للسيدات في موسم 2015–2016، ثم لعبت مع سان أنطونيو ستارز في سنة 2016.

## الميداليات
| الميدالية | المسابقة                       |
| --------- | ------------------------------ |
| فضية      | الألعاب الأولمبية الصيفية 2016 |

## روابط خارجية
- أستو ندور على موقع الاتحاد الدولي لكرة السلة (الإنجليزية)
- أستو ندور على موقع الاتحاد الوطني لكرة السلة النسائية (الإنجليزية)
- أستو ندور على موقع fiba3x3.com (الإنجليزية)
- أستو ندور على موقع كرة السلة الأوروبية.كوم (الإنجليزية)
- أستو ندور على موقع بروبوليرز (الإنجليزية)
- أستو ندور على موقع سبورتس رفرنس (الإنجليزية)
- أستو ندور على موقع سبورتس رفرنس (الإنجليزية)
- أستو ندور على موقع اللجنة الأولمبية الدولية (الإنجليزية)
- أستو ندور على موقع أوليمبيديا (الإنجليزية)
- أستو ندور على موقع اللجنة الأولمبية الإسبانية (الإسبانية)